# Dafor
Dafor es una comuna o municipio del departamento de Ould Yenge, en la región de Guidimaka, en Mauritania. En marzo de 2013 presentaba una población censada de 15 844 habitantes.
Se encuentra ubicada al sur del país, sobre el desierto del Sahara, cerca de la frontera con Malí.